# Architektur in Königsberg (1919–1945)
Architektur in Königsberg (1919–1945) verzeichnet wichtige Bauten aus Königsbergs letztem Vierteljahrhundert. Es stand im Zeichen der Weimarer Republik und des NS-Staats.

## Tannenwalde
Die „größte und schönste Siedlung Ostpreußens“ entstand 1919 und wurde 1939 nach Königsberg eingemeindet.

## Backsteinexpressionismus
Kennzeichen des Backsteinexpressionismus waren die Verwendung von Mauerziegeln und spitzwinklige Formen. Die Königsberger Variante war von den vielen Architekturrelikten des Deutschen Ordens inspiriert. Seit Friedrich Gillys Skizzen von der Marienburg gab es ein großes Interesse an der Architektur der Ordensritter. Die Nationalsymbole, die großen gotischen Dome Deutschlands, hatten zu einer Rückbesinnung auf die Spitzbögen der Gotik geführt.
Der frühere Königsberger Hauptbahnhof am ehemaligen Königsberger Reichsplatz 13/15, heute ploschtschad Kalinina, wurde etwa 1929 im Stil des Backsteinexpressionismus errichtet. Ein großes spitzbogiges Fenster beherrscht die Vorderfront, das von acht senkrecht stehenden Travertinpfeilern gegliedert wird. Das Empfangsgebäude dient heute als Kaliningrader Südbahnhof.
Der Handelshof Königsberg wurde 1923 im Backsteinexpressionismus errichtet. Das Gebäude wurde in den 1960er Jahren verändert wiederaufgebaut und beheimatet heute die Kaliningrader Stadtverwaltung.
Das Landesfinanzamt an der früheren Königsberger Pillauer Landstraße 3, heute ul. Dmitrija Donskowo 1, wurde nach Entwürfen von Friedrich Lahrs im Jahre 1928 im Stil des Backsteinexpressionismus errichtet. Heute beheimatet das Gebäude die Kaliningrader Finanzbehörde.
Das nach dem großen (und vergessenen) Sozialdemokraten Otto Braun benannte Haus an der 2. Fließstraße 11/12, heute ul. Sewastjanowa, wurde um 1930 im Backsteinexpressionismus als SPD-Zentrale erbaut. In der Nacht vom 31. Juli auf den 1. August 1932 wurde die SPD-Zentrale demoliert. Im Dritten Reich wurde das Otto-Braun-Haus der SPD zum „Braunen Haus“. Das Gebäude wurde nach dem Krieg vereinfacht wiederaufgebaut.
Das Kaufhaus Kiewe & Co , auch bekannt als Wilco-Haus, war ein achtgeschossiges Hochhaus am Altstädtischen Markt 12–16, erbaut in den Jahren 1927/1928 nach Entwürfen des Architekten Hans Manteuffel. Es war das erste Hochhaus in Königsberg und wurde anstelle des abgebrochenen Geburtshauses des Dichters Zacharias Werner errichtet. Das Warenhaus befand sich gegenüber vom Altstädtischen Rathaus.
Das Haus der Technik (Königsberg) an der früheren Königsberger Waldburgstraße 16/Ecke Wallring 30–32, heute ul. Gorkowo 2, wurde um 1924/1925 im Stil des Backsteinexpressionismus nach Entwürfen von Hanns Hopp erbaut.
Der Neue Israelische Begräbnisplatz befand sich an der früheren Königsberger Steffeckstraße/Ratslinden, heute ul. Leytenanta Katina, in Friedrichswalde, einem Gutsbezirk im ostpreußischen Landkreis Samland, der später nach Königsberg eingemeindet wurde. Der Gebäudekomplex bestehend aus einer Trauerhalle mit Eingangspavillon wurde um 1927/1929 nach Entwürfen von Erich Mendelsohn im Stil des Backsteinexpressionismus erbaut. Der Eingangspavillon ist erhalten und wurde in den 1970er Jahren als Blumenladen genutzt.

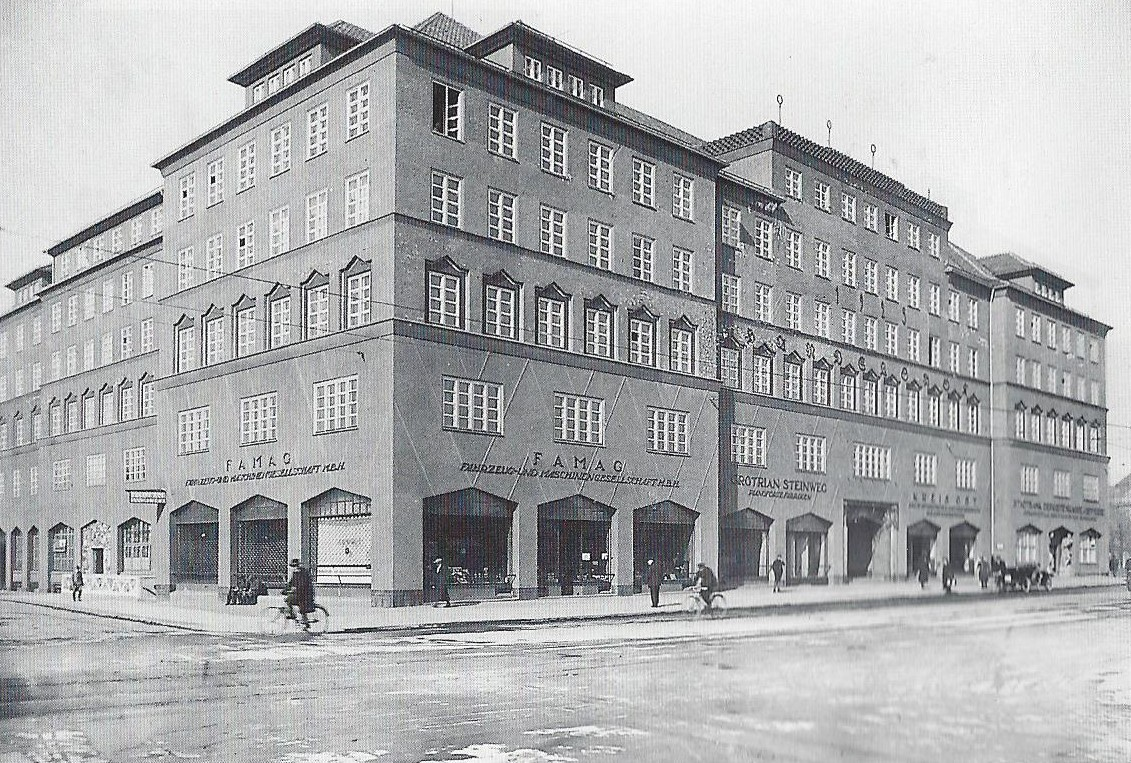
Handelshof
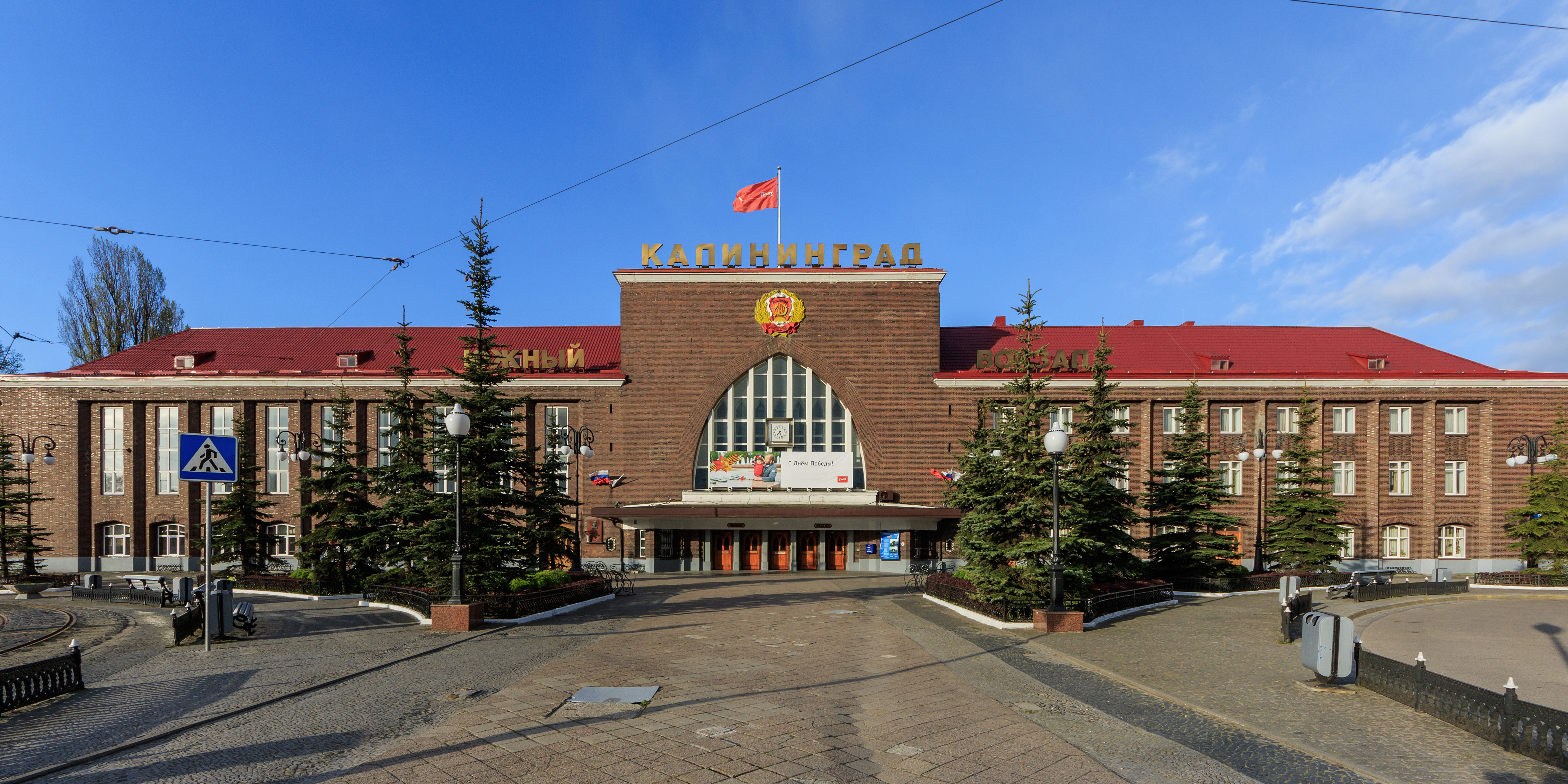
Hauptbahnhof
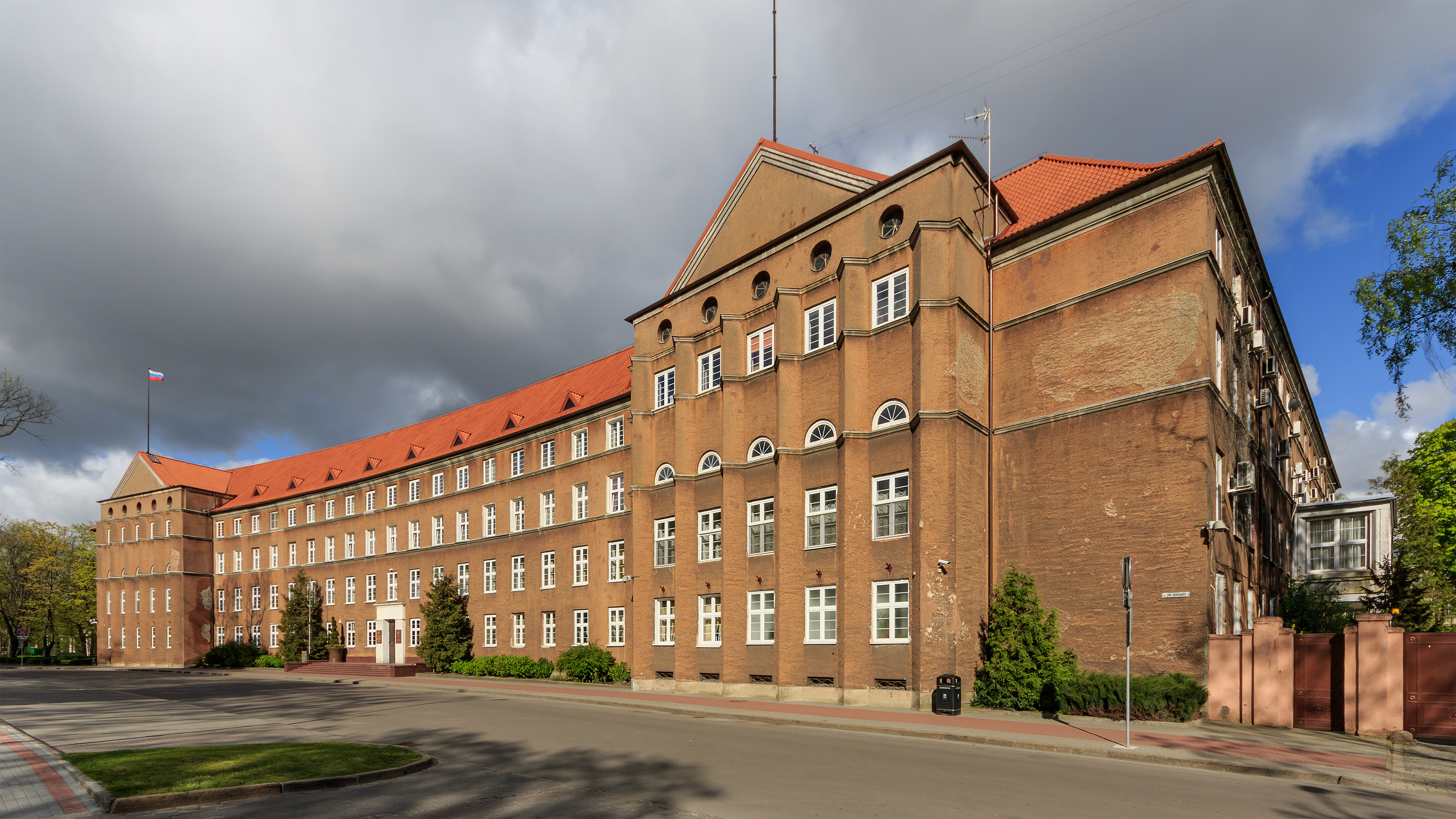
Landesfinanzamt
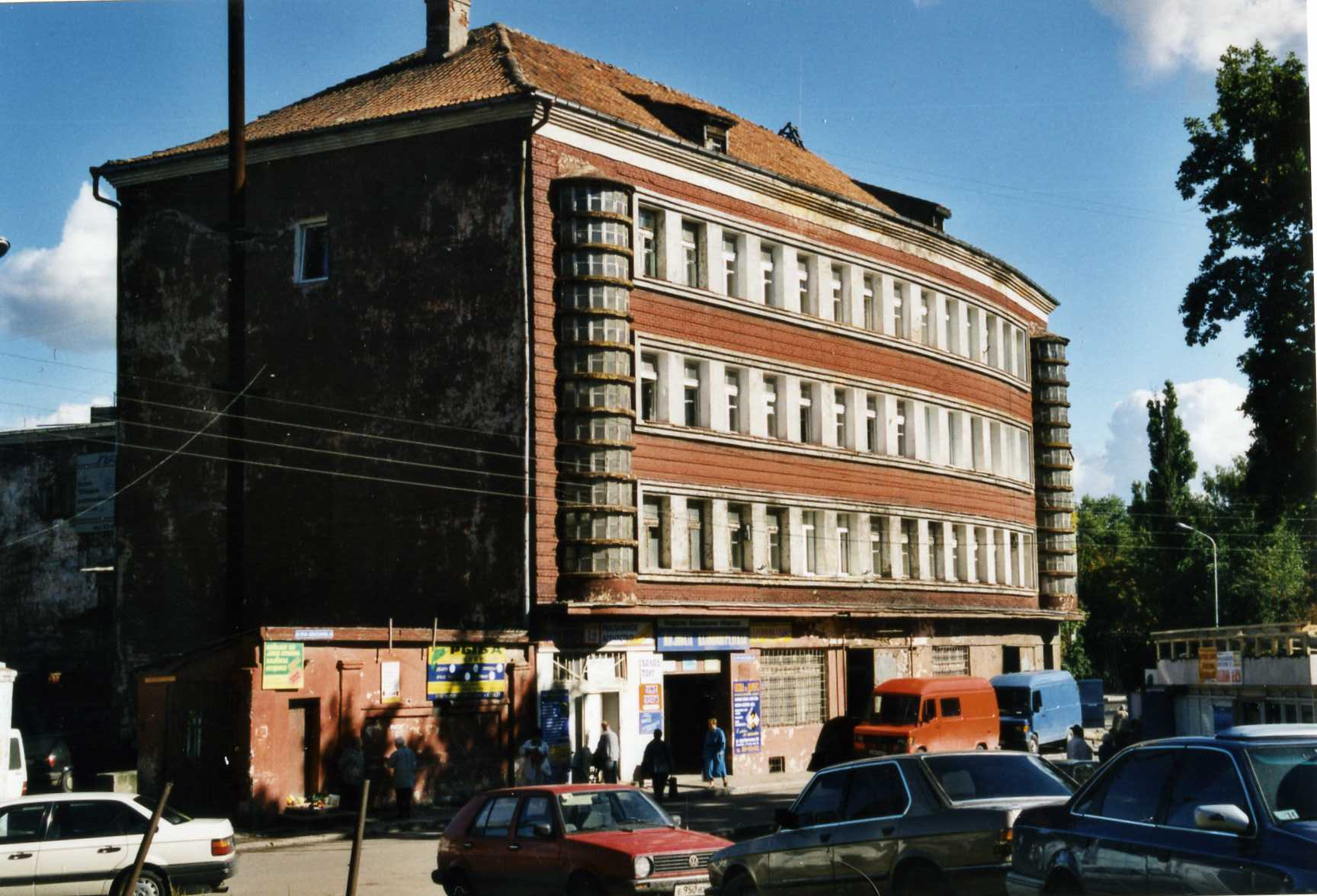
Otto-Braun-Haus
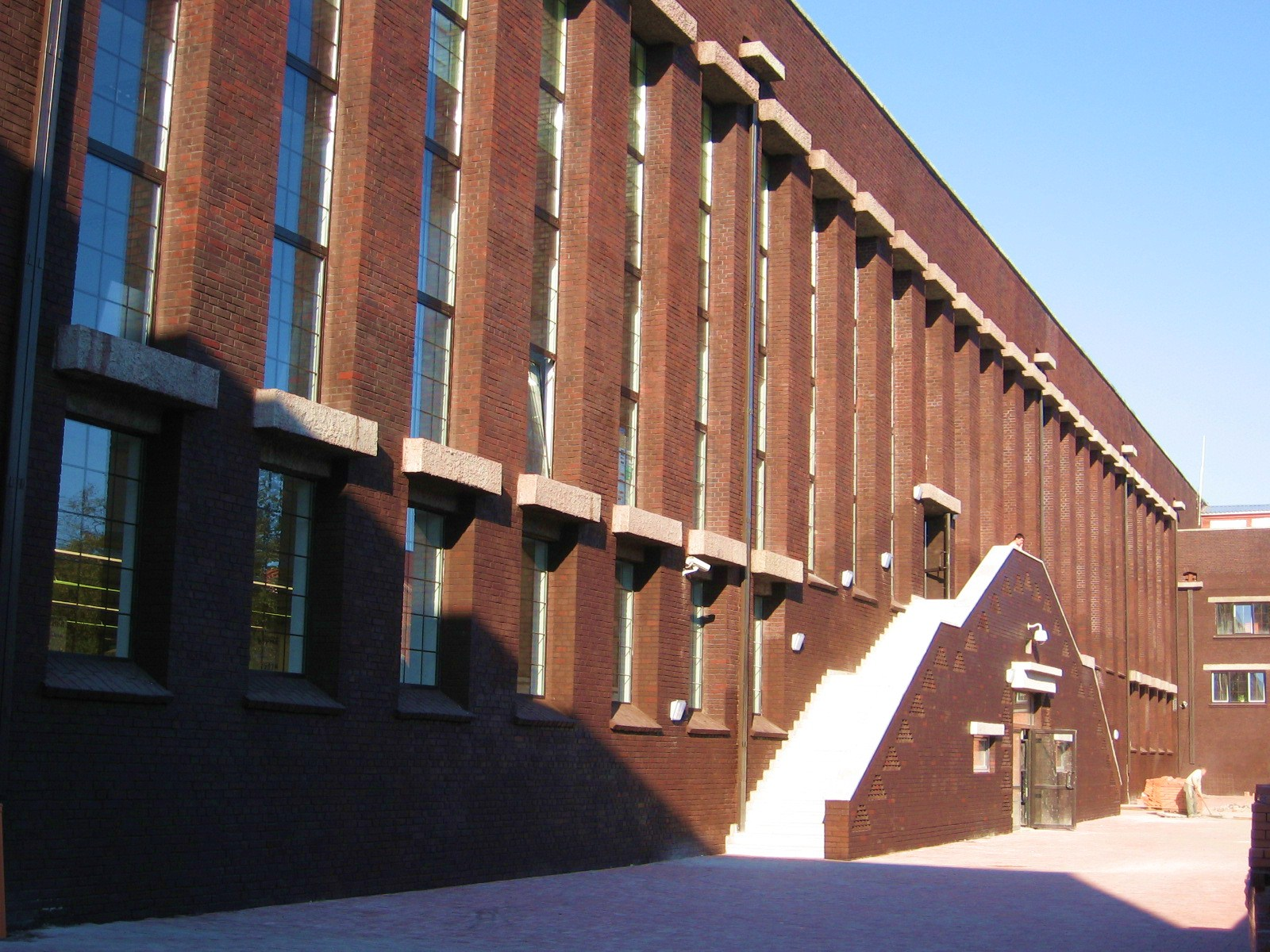
Haus der Technik

## Neues Bauen
Hanns Hopp erbaute von 1928/29 die Ostpreußische Mädchengewerbeschule im Stil des Neuen Bauens. Die  „Klopsakademie“ ist erhalten und befindet sich im Musikerviertel, in der Brahmsstraße zwischen der Beethoven- und der Schubertstraße. Das Bauwerk beheimatet heute eine Akademie für den russischen Offiziersnachwuchs.
Das Preußische Staatsarchiv Königsberg am Hansaring 31/Ecke Salzastraße, heute Prospekt Mira 9–11, wurde um 1929/1930 im Stil der Neuen Sachlichkeit nach Entwürfen von Robert Liebenthal erbaut. Das Gebäude ist erhalten und beherbergt heute die Kaliningrader Bibliothek.
Das Alhambra (Königsberg) war ein 1930 erbautes Kinotheater. Besonders modern war der quadratische Beleuchtungskörper im Foyer. Das Gebäude befand sich am Steindamm/Ecke Wagnerstraße.
Die Neue Anatomie am Steindammer Wall 47 wurde 1930 errichtet. Das Gebäude befand sich am Neuroßgärter Kirchenberg an der Ecke zur Oberen Laak. Das Gebäude der ehemaligen Anatomie ist erhalten und wurde inzwischen restauriert.

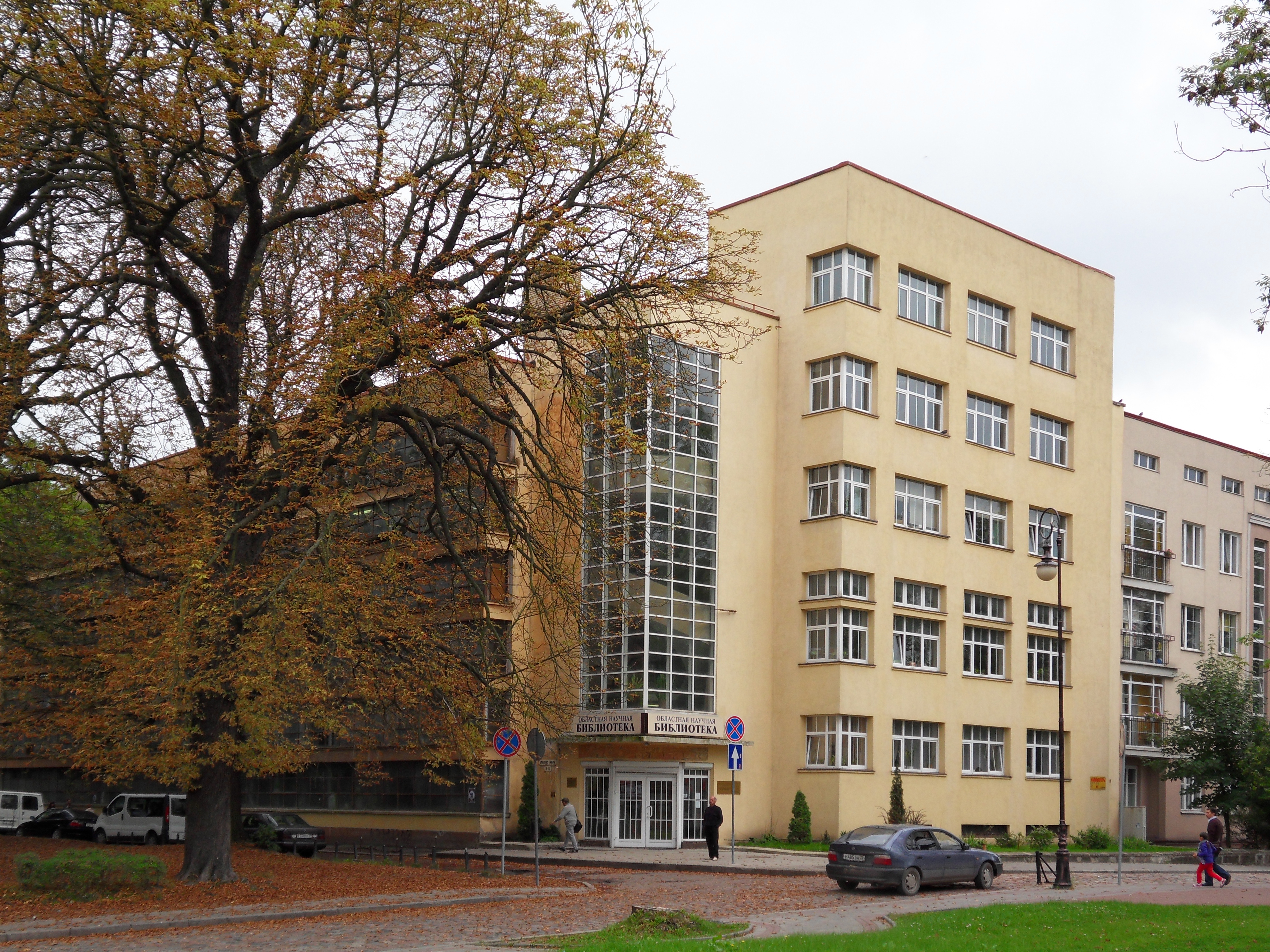
Staatsarchiv
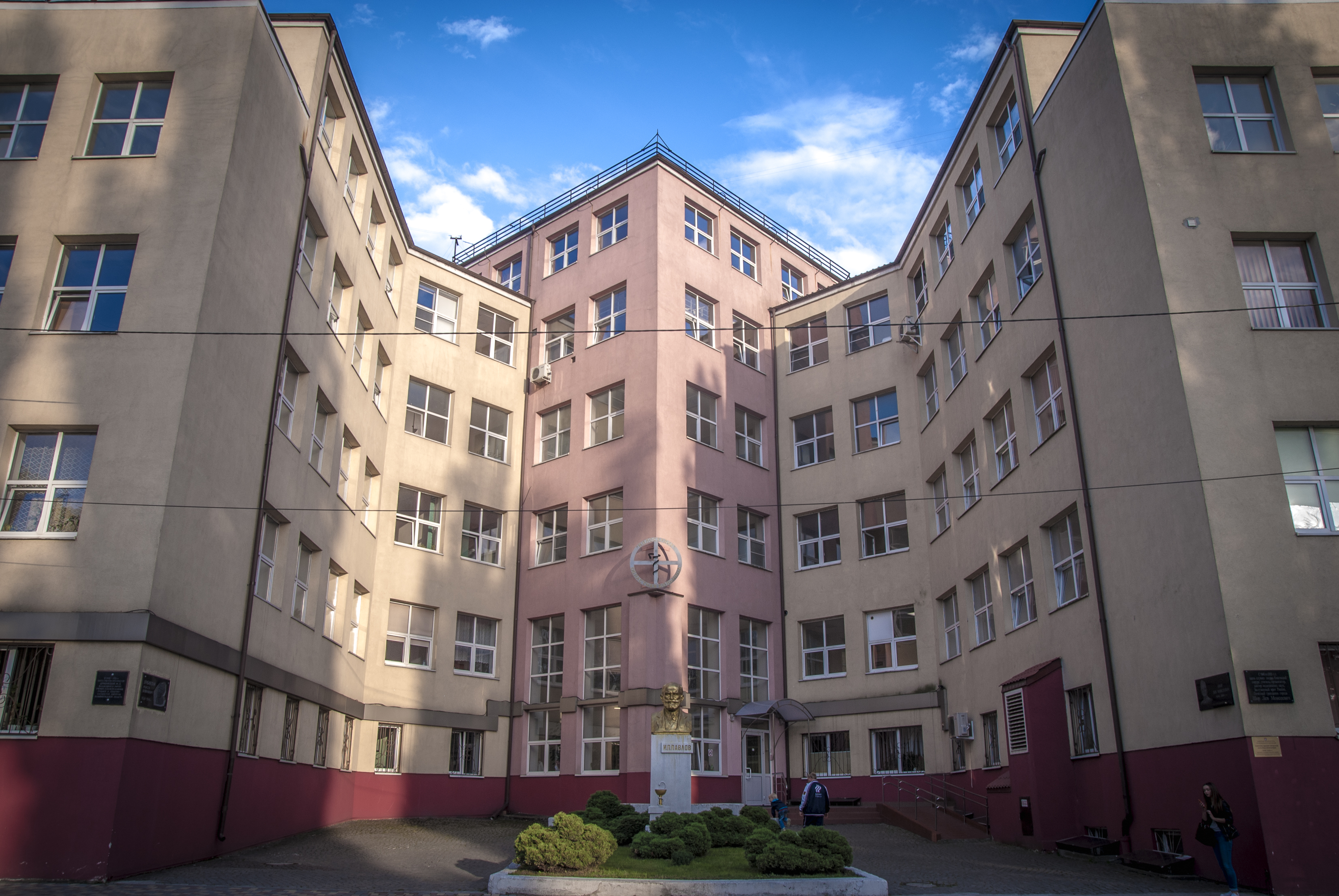
Krankenhaus
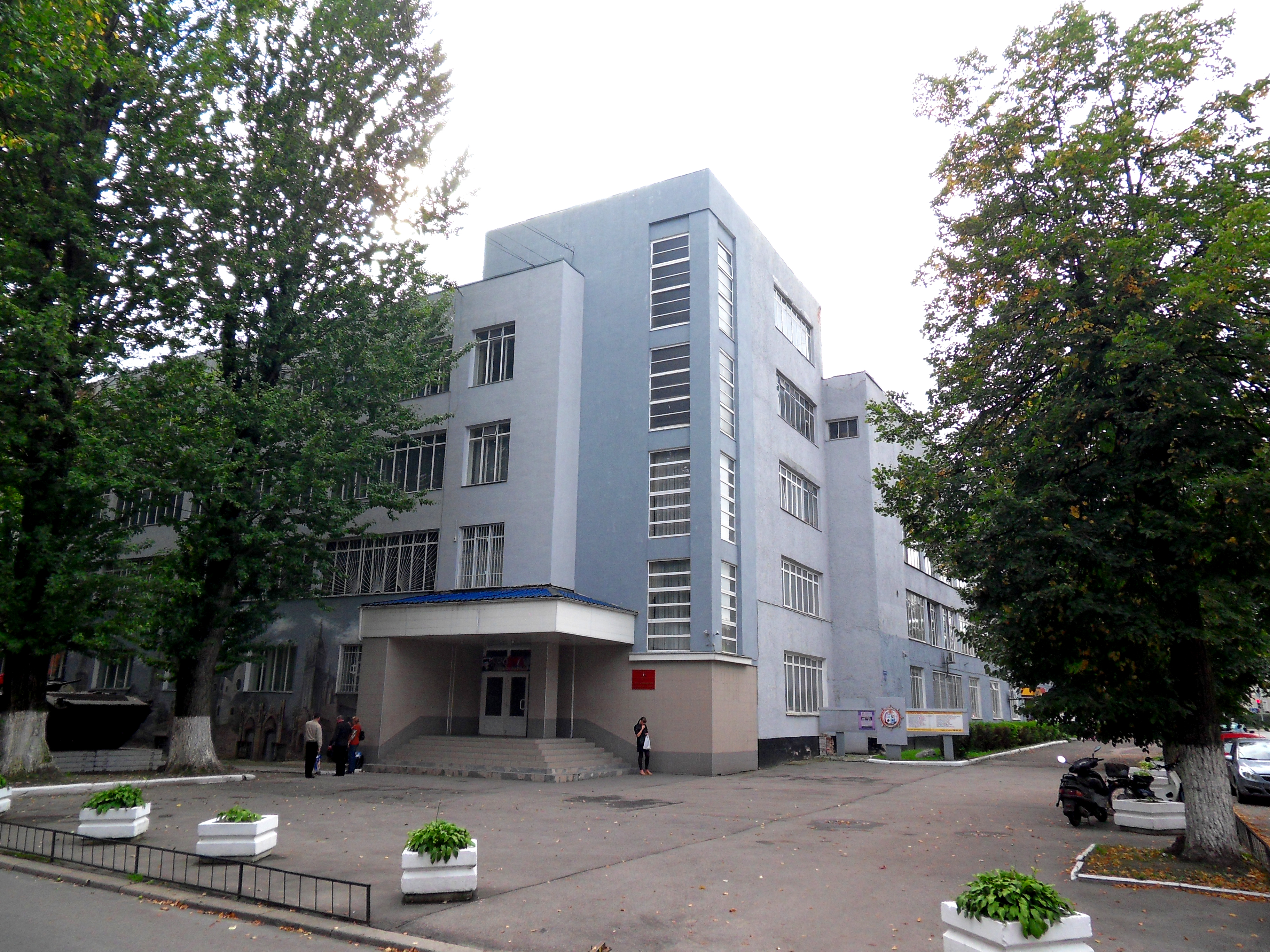
Mädchengewerbeschule
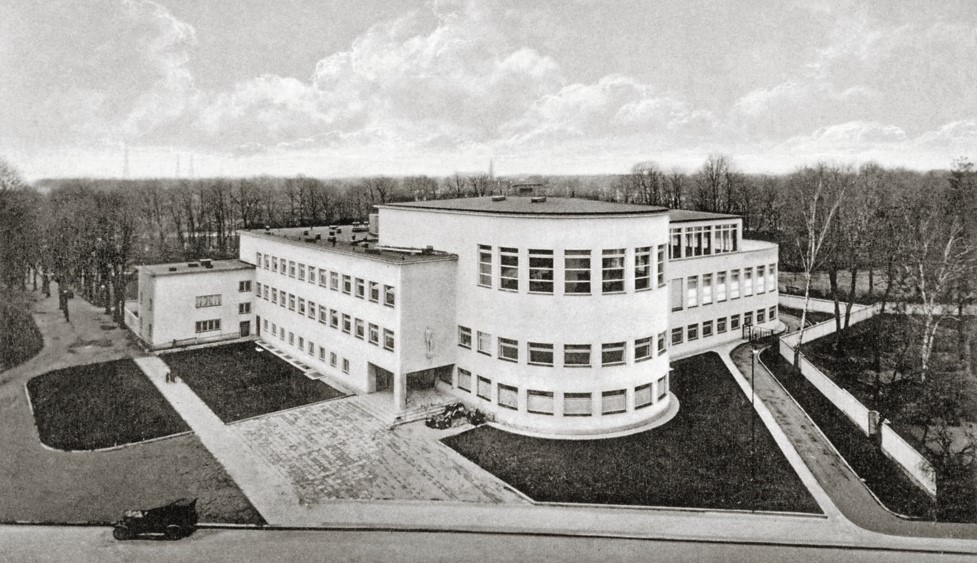
Neue Anatomie

## NS-Zeit

### Wohnungsbau
In der Zeit des Nationalsozialismus war Königsberg Hauptstadt des Gaus Ostpreußen. Am Stadtrand entstanden neue Wohnsiedlungen aus kleinen Einfamilienhäusern: Kummerau und Quednau im Norden, Charlottenburg und Westend beiderseits der General-Litzmann-Straße, in Friedrichswalde, Rathshof und Juditten im Westen, Rosenau und Speichersdorf im Süden Königsbergs. Die Schichauwerft errichtete im Jahre 1937 für ihre Arbeiter eine Kleinsiedlung in Contienen. Die parteieigene Bauhütte Königsberg baute eine Reichskriegersiedlung der NS-Kriegsopferversorgung. Die Stadt Königsberg förderte den Wohnungsbau durch Zuschüsse und durch die städtische Stiftung für gemeinnützigen Wohnungsbau. Es wurden Kinderspielplätze und Sportplätze, Grünanlagen und Spazierwege, Freibäder und Lagerwiesen angelegt. Im April 1939 wurde das Stadtgebiet noch einmal durch Eingemeindungen um insgesamt um 7.416 ha mit 13.190 Einwohnern vergrößert. Damit hatte der Stadtkreis Königsberg eine Fläche von 19.281 ha. Entsprechend dem Gesetz vom 4. Oktober 1937 (RGBl. I, 1.054) zur „Neugestaltung deutscher Städte“ wurden die rechtlichen Grundlagen für staatliche Enteignungen und großflächige Stadtplanungen geschaffen. Die Planung für einen nationalsozialistischen Stadtumbau der Gauhauptstadt Königsberg unterstand dem Gauleiter Erich Koch. Am 16. Juni 1938 verabschiedete Bürgermeister Hellmuth Will einen ersten Vorschlag für den Um- und Ausbau der Stadt Königsberg. Dieser wurde am 30. Juni 1939 aktualisiert über Gauleiter Koch zur Genehmigung in die Reichshauptstadt geschickt. In diesem Vorschlag beschrieb Will die Stadtentwicklung von der Zeit der Deutschordensritter bis zur Entwicklung Königsbergs zur Großstadt im 19. Jahrhundert. Er kritisierte, dass die Villenkolonie Amalienau nur für Reiche wäre, während „weniger leistungsfähige Kreise“ in alten Häusern im Stadtzentrum leben müssten. Hauptaufgabe war demnach die Schaffung neuen, gesunden Wohnraums. In fünf Jahren sollten daher im neu begrenzten Stadtgebiet mindestens 20.000 Wohnungen erbaut werden: Vorgesehen waren im Norden Samitten (2 km nördlich des Stadtrings auf Höhe des Fort Nr. 4, heute Wald) und im Westen Metgethen.

### Neue Stadtmitte im Norden

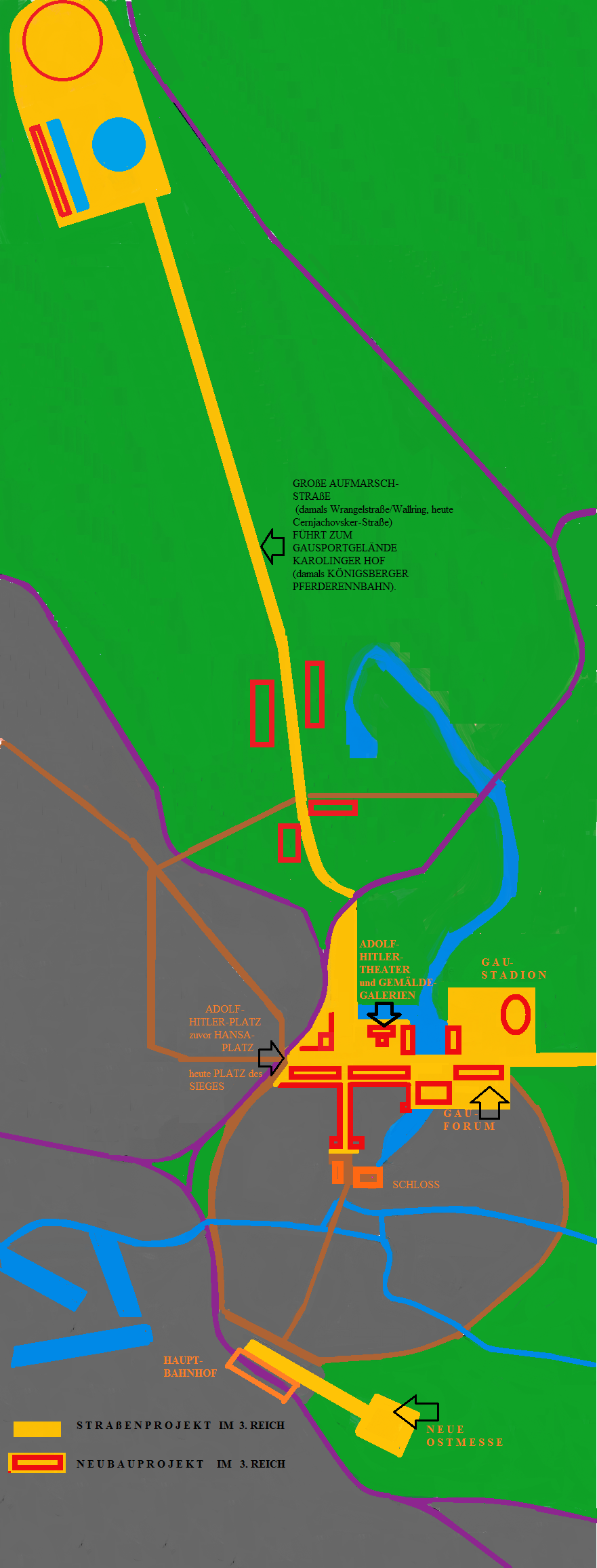
Königsberg, Stadtplanung 1941, „Die neue Stadtmitte“.

Das Gebiet um den Königsberger Nordbahnhof sollte die neue Stadtmitte werden. Dort sollte ein neues Verwaltungsforum gebaut werden, bestehend aus Gebäuden der Reichsbehörden, der Partei, der Arbeitsfront, der Wehrmacht sowie eine Landeshalle mit einem Fassungsvermögen von 20.000 Personen. Eine 2 km lange und rund 80 m breite Straße sollte auf dem Damm des alten Stadtteichs aus der Ordenszeit angelegt werden und die Gauhalle und den Festplatz mit dem Gausportfeld verbinden. Die Hufenallee sollte verlängert werden und als neue Ost-West-Achse dienen, die als nördliche Tangente zum Innenstadtring laufen sollte. Ausgehen sollte diese Achse vom Königsberger Tiergarten und über den Erich-Koch-Platz (zuvor Walter-Simon-Platz heute, Stadion Baltika) zum Adolf-Hitler-Platz (zuvor Hansaplatz, heute Platz des Sieges) führen. Von dort aus sollte sie über die große Aufmarschstraße (damals Wrangelstraße/Wallring, heute Cernjachovsker-Straße) zum Gausportgelände Karoliner Hof (damals Königsberger Pferderennbahn) führen. Dafür mussten die alte Ostmesse und ein Teil des nördlichen Tragheim abgetragen werden. Zudem sollte eine neue, 55 m breite Nord-Süd-Achse entstehen. Diese sollte die Ost-West-Achse kreuzen. Damit sollten die neuen Stadtteile und die neue Stadtmitte im Norden mit dem alten Königsberger Zentrum und dem Hauptbahnhof im Süden verbunden werden. An den Achsen sollten Gebäude für die Verwaltungen, die Reichsbahndirektion, ein Rathaus, ein Oberlandesgericht, ein Generalkommando, eine Industrie- und Handelskammer sowie Gebäude für die Unterhaltung gebaut werden. Der Königsberger Schlossteich sollte geteilt und teilweise zugeschüttet werden, um darauf das neue Gauforum zu errichten. Damit wäre das Gauforum von vielen Orten Königsbergs aus zu sehen gewesen. Zudem hätte es sich in den Teichen gespiegelt. Weiter wäre ein direkter Sichtbezug zum Ostflügel des Schlosses vorhanden gewesen.
Albert Speer erhielt diese Pläne und forderte genauere an. Diese erhielt er am 14. Juni 1940 und war damit einverstanden. Deswegen schrieb er am 27. Juni 1940 an Hans Heinrich Lammers, dieser solle Adolf Hitler die Pläne zur Unterzeichnung geben. Hitler erließ daraufhin am 12. Juli 1940 den „Führererlass über städtebauliche Maßnahmen in der Stadt Königsberg.“

„Die städtebaulichen Grundpläne wurden vom Führer gesehen und grundsätzlich genehmigt … die Stadt Königsberg wird der Führer als Oststadt ganz besonders fördern. Er schwankte lange, ob er Danzig oder Königsberg bevorzugt fördern soll, hat sich aber schließlich wegen der östlicheren Lage Königsbergs auf diese Stadt festgelegt. Weiter heißt es, dass der Führer für die Pregelstadt ein besonderes Ostbauprogramm vorsehe … Es wird dort nach Plänen, die vom Führer stammen ein Theater errichtet … Des weiteren hat er die Absicht, der Stadt Königsberg eine bedeutende Galerie zu schenken.“

Der Rat für Neugestaltung der Stadt schuf Juli 1941 den Plan Die neue Stadtmitte in Königsberg. Die Ost-West-Achse aus dem Plan von 1941 nahm auf das geplante Theater von Adolf Hitler Rücksicht. Ein gerader Boulevard sollte vom Theater bis hinter die Stadtteiche verlaufen. Die großen Achsen wurden von großen Häuserblöcken flankiert, die in Vor- und Rücksprünge geformt sowie mit Risaliten gestaltet waren. Von Westen nach Osten führte diese Straße zu dem großen Adolf-Hitler-Platz, zuvor Hansaplatz, heute Platz des Sieges.

### Gebäude
Das Stadion am Erich-Koch-Platz (früher Walter-Simon-Platz) erhielt eine Haupttribüne nach dem Vorbild der 
Zeppelinhaupttribüne mit einem Monolithen, der von einem Reichsadler gekrönt war.
Das Raiffeisenhaus an der General-Litzmannstraße 27–33 in Vorderhufen wurde 1936/37 nach Entwürfen der Architekten Siegfried Saßnick und Helmut Flotow erbaut. Die Fassade des Raiffeisenhauses war mit einem gelblichen Edelputz versehen, während Sockel und Fenstergewände aus dunkelgrauem Kunststein bestanden. Das Gebäude ist erhalten und beherbergt heute eine Dienststelle der Kaliningrader Stadtverwaltung.
Das Ehrenmal für die Sturmabteilung bestand aus sechs 5 m hohen Monolithen aus Ziegelsteinen, die im Kreis angeordnet waren. Die einzelnen Monolithen waren verbunden mit Reliefarbeiten – Adler (außen) und Hakenkreuzen (innen). Es befand sich in den Grünanlage zwischen dem Hauptbahnhof und dem Friedländer Tor. Heute befindet sich an seiner Stelle das Denkmal Russisch-Polnische Freundschaft.
Die Evangelische Christuskirche in Rathshof wurde von 1936/37 nach Entwürfen des Architekten Kurt Frick erbaut. Die Ruine der ehemaligen Christuskirche wurde in der Nachkriegszeit im Stil des sozialistischen Klassizismus umgebaut zum „Kulturpalast der Waggonbauer“.
Das Nordstern-Versicherungshaus wurde 1936 nach Entwürfen von Siegfried Saßnick erbaut. Heute beherbergt das Gebäude das Hotel Moskwa.
Zudem wurde das Hotel Continental in der Vorstadt gebaut.
Nach Entwürfen von Kurt Frick und Dipl.-Ing. Heinz Bahr wurde die Ostpreußenhalle (Königsberg) 1938 am Horst-Wessel-Park in der Nähe der Jugendherberge für Kraft durch Freude erbaut. Sie war etwa 100 m × 50 m groß und hatte 92.000 m3 umbauten Raum. Sie war ganz aus Holz errichtet und bot auf Stühlen 6000, an Tischen 3000 Personen Platz. Im Winter erhielt sie eine Eiskunstlaufbahn, die auch für Eishockey genutzt wurde. Auch Großveranstaltungen der Berufs- und Amateurboxer fanden hier statt.

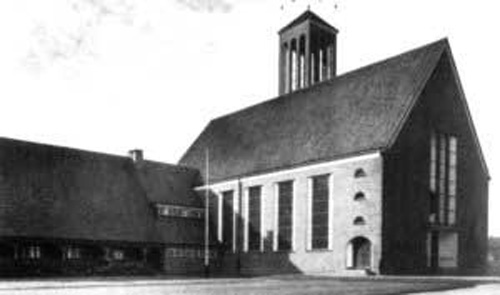
Christuskirche 1940

### Bunker
Der Lasch-Bunker befindet sich auf dem Paradeplatz und wurde 1939 erbaut. Der Bunker wurde nach Otto Lasch benannt, der in der Schlacht um Königsberg die Verteidigung der Stadt leitete. Die Anlage besteht aus einem Gang mit 21 Räumen.

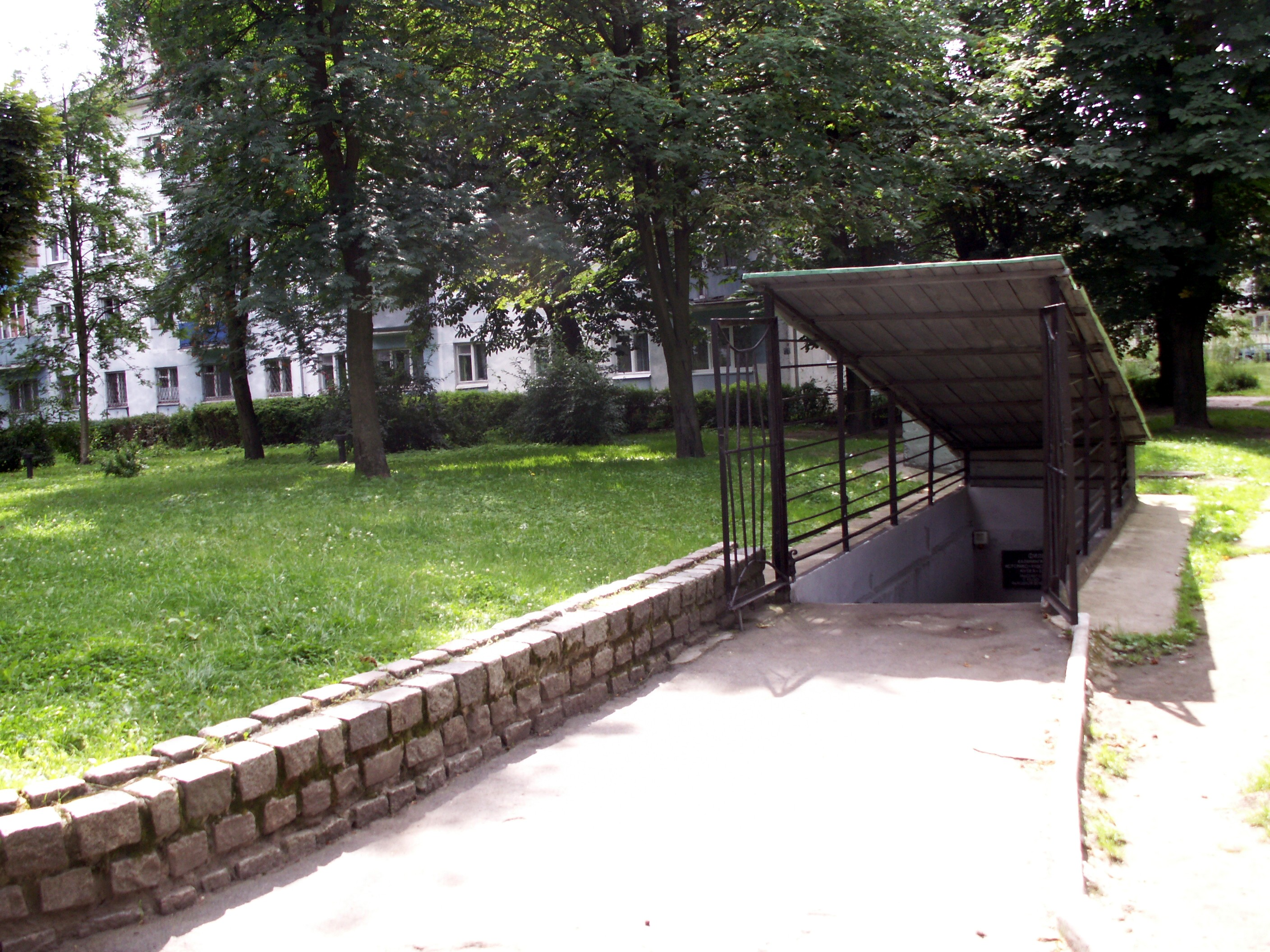
Lasch-Bunker
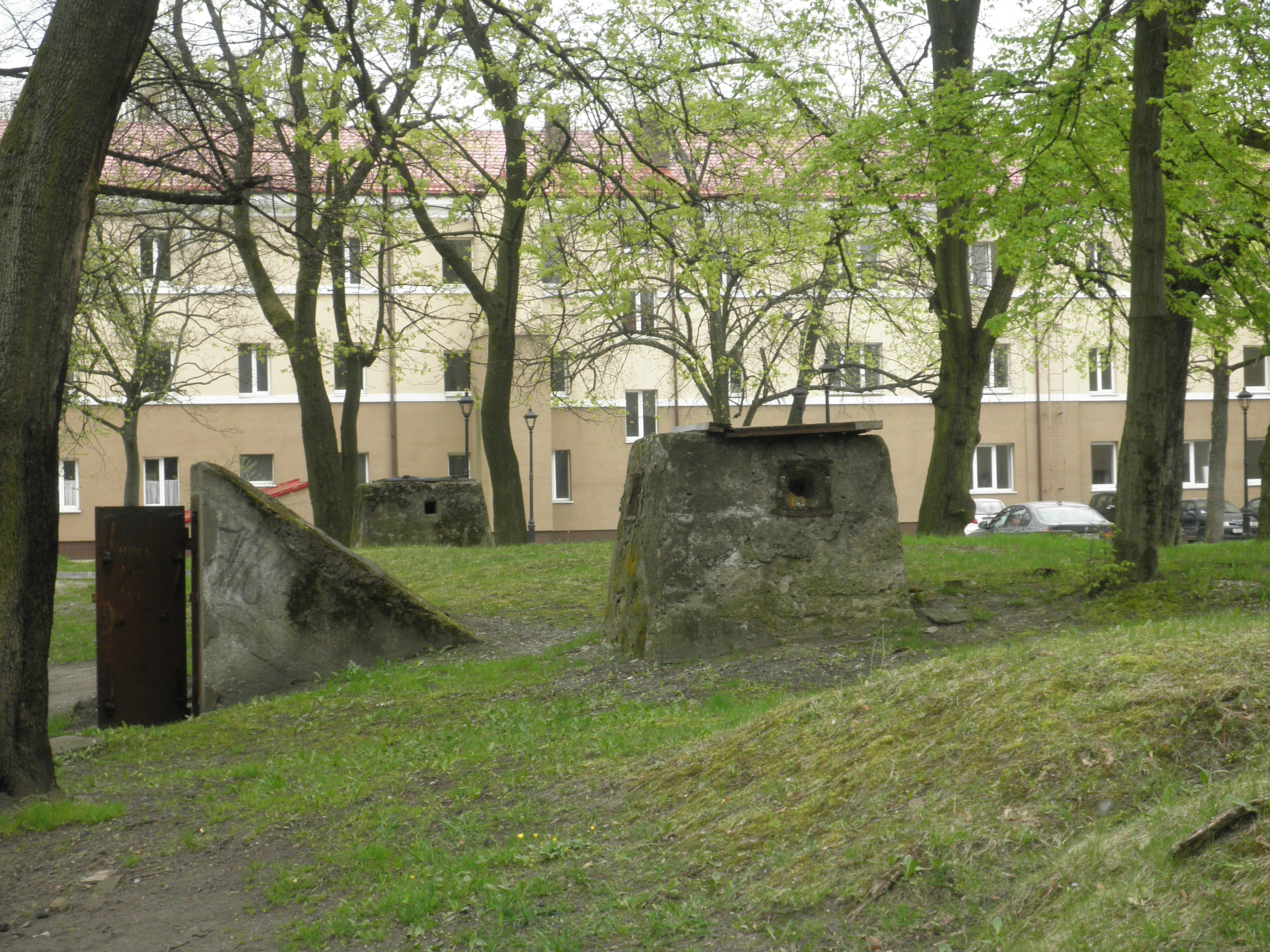
Luftschutz-Bunker
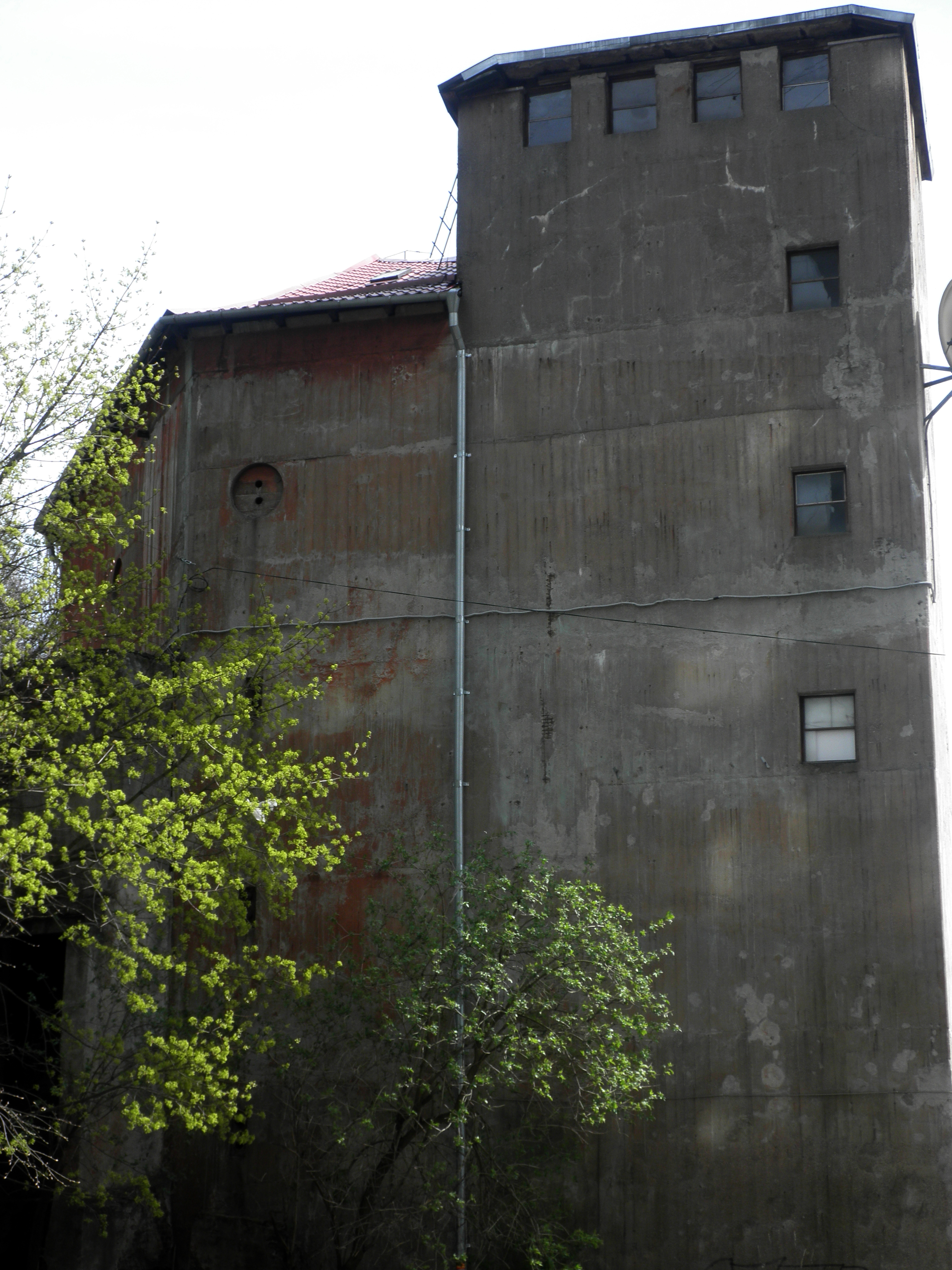
Luftschutz-Bunker
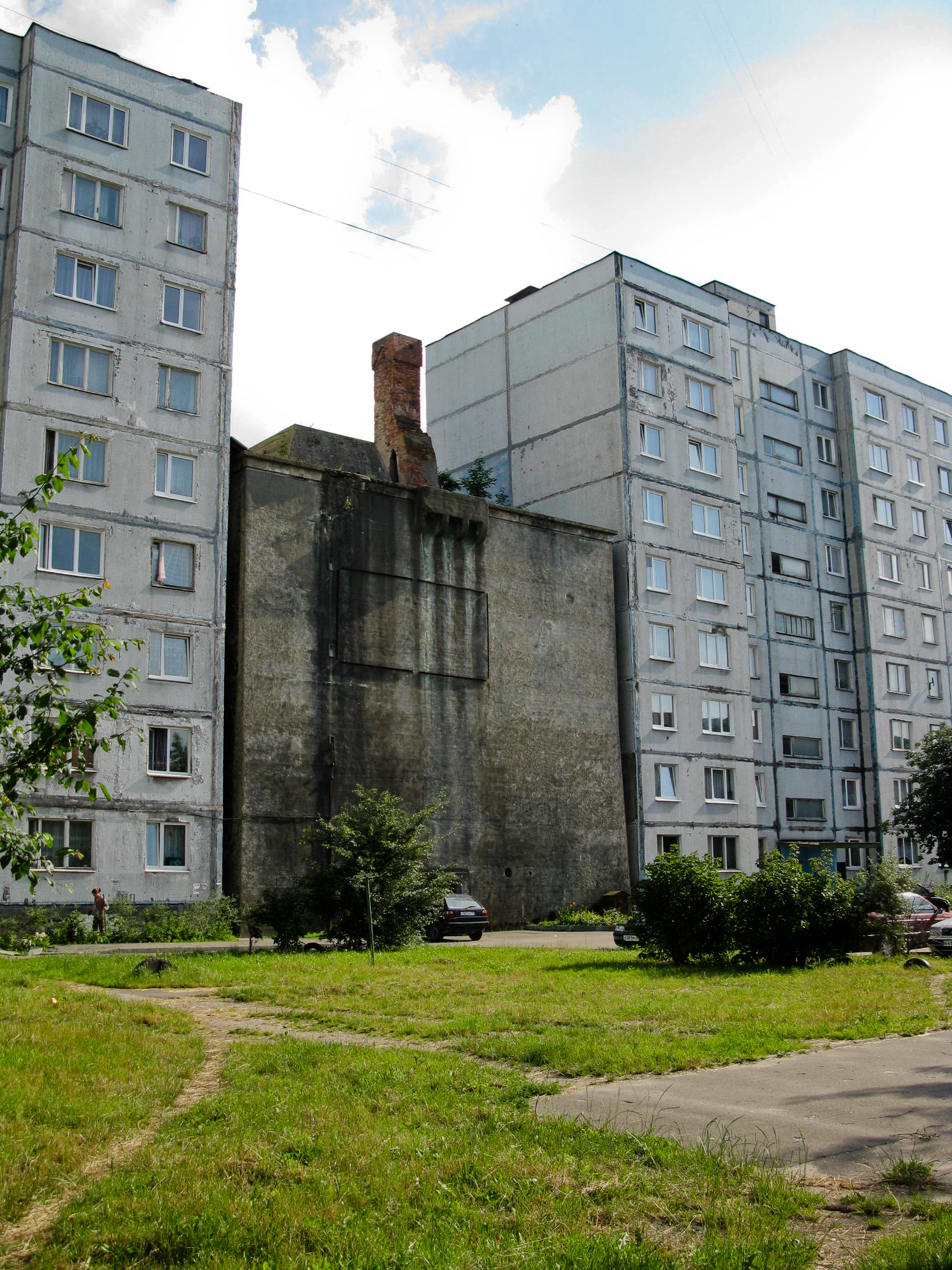
Bunker

### Straßen und Brücken
Die Reichsautobahn Berlin–Königsberg führte ab 1938 in Ostpreußen als einbahnige Verbindung von Elbing nach Königsberg. Dort endete sie an der Reichsstraße 128, einige Kilometer vor der Palmburger Autobahnbrücke – einst Deutschlands größte Stahlbeton-Balkenbrücke. Die Reste der 1945 gesprengten Pregelbrücke erinnern an die Reichsautobahn Elbing–Königsberg. Diese sollte ursprünglich bis Insterburg führen; jedoch wurde nur ein kleiner Abschnitt der Ostumgehung Königsbergs mit der Pregelbrücke bis 1941 vollendet. Seit der Sprengung stehen die zerbrochenen Betonplatten im Fluss. Später wurde eine zweite Fahrbahn daneben erbaut.

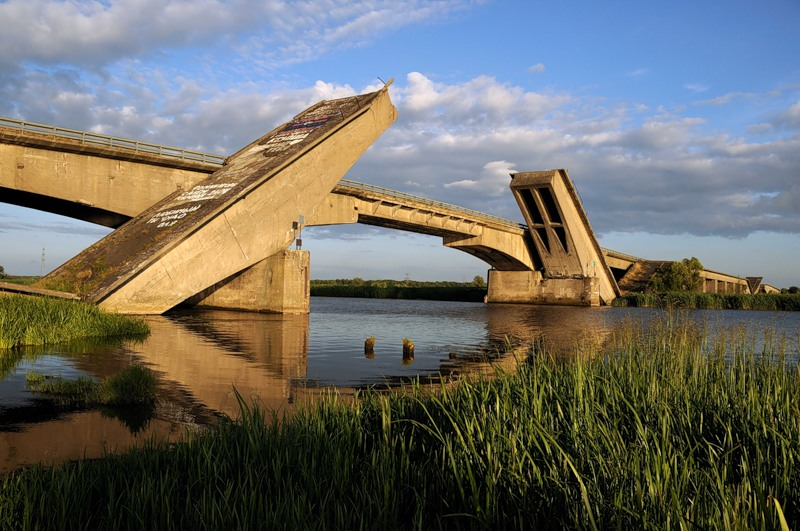
Palmburger Brücke
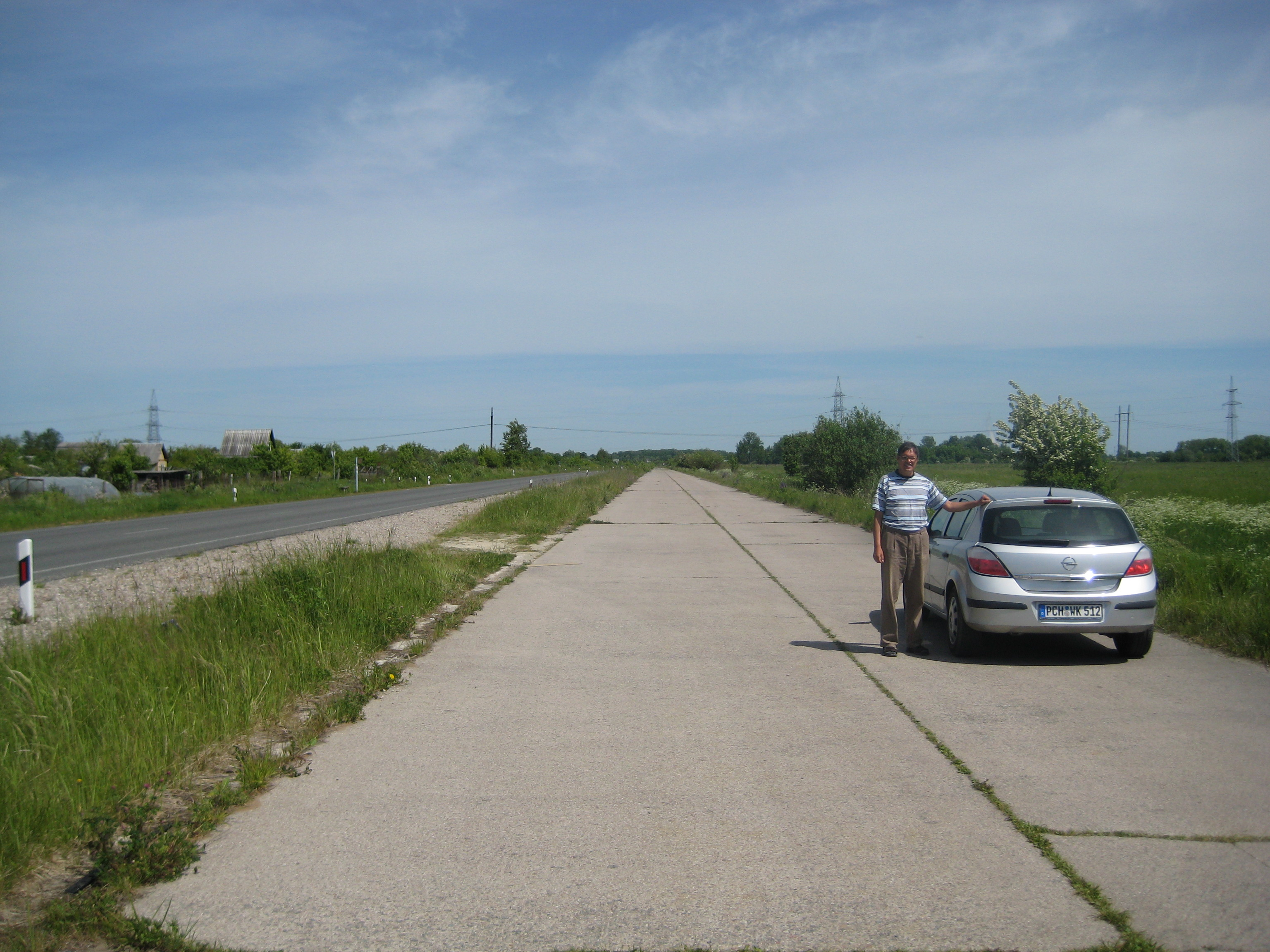
Berlinka vor Kaliningrad (2008)